# Guy Lévis Mano
Pour les articles homonymes, voir GLM.
Guy Lévis Mano, né le 15 décembre 1904 à Salonique en Grèce (à l'époque sous l'Empire ottoman), mort le 25 juillet 1980 à Vendranges dans la Loire, est un poète, traducteur, typographe, éditeur français. Il est connu aussi sous le pseudonyme de Jean Garamond.
Il fut de 1923 à 1974 sous le sigle GLM un éditeur de poésie, réputé en particulier pour ses éditions d'ouvrages illustrés par de prestigieux artistes.

## Vie et œuvre

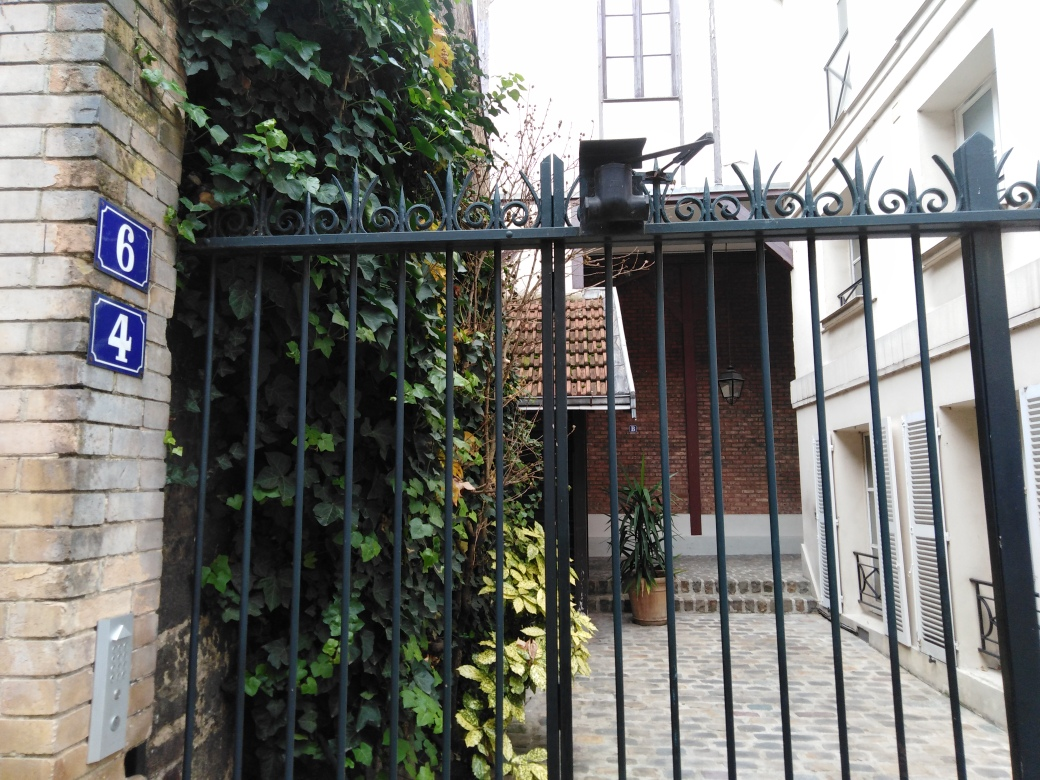
Cour du 6 rue Huyghens où se trouvait l'atelier de Guy Lévis Mano.

Typographe par passion, imprimeur et poète, Guy Lévis Mano compose lui-même et imprime des ouvrages et des plaquettes sur des papiers de grande qualité, avec plusieurs tirages dont certains sur des papiers de couleur pastel unie. Ses livres sont fréquemment illustrés par des dessinateurs et des peintres aujourd'hui célèbres. Il attache un grand prix au choix des caractères, à la mise en page - en harmonie avec le support papier - et à l'illustration, ce en quoi il est un éditeur innovant. 
Poète lui-même, son œuvre, qu'il édite tout au long de sa vie, est profondément marquée par cinq années de captivité en Allemagne comme prisonnier de guerre durant la Seconde Guerre mondiale. 
Guy Lévis Mano fut également traducteur de poètes étrangers, espagnols notamment. 

### Commentaire
René Char a célébré ainsi le talent d'éditeur et la personnalité de Guy Lévis Mano : « Lorsque la passion de donner l'existence à un recueil de poèmes s'unit à la connaissance de la poésie et de l'art d'imprimer, cela nous apporte d'admirables réussites et rétablit l'objet dans sa plénitude durable. Guy Lévis Mano est le seul aujourd'hui qui satisfasse à ce souci hautain. Il y consacre sa foi, sa compétence, sa générosité et son enthousiasme. [...] L'oasis G.L.M. sur la carte de la Poésie, c'est l'oasis des méharistes de fond ! »

### Postérité
Une collection des ouvrages édités par GLM, les plaques et la presse des éditions sont exposées dans un musée Guy-Lévis-Mano créé par la fondation Robert Ardouvin de Vercheny, dans la Drôme. 
L'association Guy Lévis Mano  a pour but de perpétuer le souvenir de Guy Lévis Mano, de faire respecter ses dispositions testamentaires et d’assurer la continuité de son œuvre. Elle gère le fonds des ouvrages encore disponibles à la vente et diffuse les informations et l’actualité sur Guy Lévis Mano.

## Éditions GLM

### Quelques auteurs
- Georges Bataille
- Maurice Blanchard
- René Char
- Andrée Chedid
- Louis-François Delisse
- Jacques Dupin
- Paul Éluard
- Armel Guerne
- Edmond Jabès
- Pierre Jean Jouve
- Maryse Lafont
- Michel Leiris
- Lautréamont
- Jehan Mayoux
- Novalis
- Gisèle Prassinos
- Mario Prassinos
- Georges Schehadé
- Louis Scutenaire
- Pierre Torreilles
- Tristan Tzara

### Quelques ouvrages illustrés
- Georges Bataille, Sacrifices, texte accompagnant un album de cinq-eaux fortes par André Masson, 1936 : Mithra, Orphée, Le Crucifié, Minotaure, Osiris (tirage limité à 150 exemplaires)[3].
- Revue Acéphale (1936-1939), illustrée par André Masson. Quatre numéros ont paru de juin 1936 à juillet 1937, le dernier numéro (juin 1939) ayant été imprimé, mais non publié[4].
- Michel Leiris, Miroir de la tauromachie, avec trois dessins par André Masson, 1938 (tirage unique à 800 exemplaires) ; réédité par Guy Lévis Mano en 1964, précédé de Tauromachies.
- Pierre Jean Jouve, Kyrie, illustré de 49 lettrines par Joseph Sima, 1938 (tirage à 200 exemplaires).
- Pierre Jean Jouve, Le Paradis perdu, illustré de 12 eaux fortes par Joseph Sima, 1938 (tirage limité à 300 exemplaires).
- Coleridge, La Ballade du vieux marin, avec 8 illustrations et 22 lettrines de Mario Prassinos, 1946 (tirage limité à 695 exemplaires).
- Jean Cayrol, La vie répond, avec un portrait de l'auteur par Robert Lapoujade, 1948.
- René Char, À la santé du serpent, illustré de 26 dessins par Joan Miró, 1954 (tirage limité à 604 exemplaires).
- René Char, Retour amont, illustré de quatre eaux-fortes de Alberto Giacometti, 1965 (tirage limité à 188 exemplaires). Il s'agit de l'ultime œuvre de Giacometti qui, malade, ne put signer les exemplaires, comme mentionné dans le justificatif. L'ouvrage parut en décembre 1965, et Giacometti mourut le 11 janvier 1966[5].

### Écrits de Guy Lévis Mano

#### 1924-1939
- Les éphèbes, illustré de 10 compositions de Lucien Lovel, La revue sans titre, 1924
- Trois poèmes de la tristesse et de la mort, images de Gaston Poulain, Des Poèmes, 1924
- C'est un tango pâmé, imagé par Gaston Poulain, Henry Parville, 1925
- Treize minutes, portrait et frontispice par Françoise Nicole, Henry Parville, 1927
- Au coin de l'aventure qui n'a pas de nom, avec une critique de poésie par Blaise Allan et dix essais d'illustration photographique par Gill Pax, Minutes, 1931
- Fait divers, images de Raymond Gid, Minutes, 1932
- Il est fou. 11 minutes, images de Raymond Gid, portrait du typographe par Pierre Reginaud, GLM, 1933
- Ils sont trois hommes, jeu typographique de l'auteur, GLM, 1933
- L'Homme des départs immobiles (fragment), dessins de Raymond Gid, interprétation typographique, GLM, 1934
- L'Homme des départs immobiles, GLM, 1934
- Jean et Jean, avec une photographie par Pierre Kieffer, GLM, 1935
- Longueur des nuits où rien n'arrive, frontispice de Dil, GLM, 1935
- Trois typographes en avaient marre, frontispice de Raymond Gid, GLM, 1935
- Négatif, avec une photographie de Man Ray, GLM, 1936
- Crâne sans lois, GLM, 1937
- Crâne sans lois, avec cinq dessins de André Masson, GLM, 1939

#### 1943-1947, sous le pseudonyme de Jean Garamond
- Poèmes, dans Cahier des écrivains prisonniers, Cahiers du Rhône, La Baconnière, 1943
- Images de l'homme immobile, préface de Pierre Jean Jouve, postface de Pierre Courthion et Albert Béguin, Cahiers du Rhône, La Baconnière, 1943
- Poèmes, dans Poètes prisonniers, cahier spécial de Poésie 43, Seghers, 1943
- Images de l'homme immobile, II, gravure de Valentine Hugo, édité par les Amis de GLM en l'attente du retour de Jean Garamond captif, 1945
- Captif de ton jour et captif de ta nuit, Images de l'homme immobile de Jean Garamond, GLM, 1945
- Homme exclu de la vie et de la mort, Images de l'homme immobile de Jean Garamond, GLM, 1945
- La Nuit du prisonnier, Images de l'homme immobile de Jean Garamond, portrait par Valentine Hugo, GLM, 1945
- Ont fait nos cœurs barbelés, préface d'Albert Béguin, onze dessins de Pierre-César Lagage, GLM, 1947
- Captivité de la chair, GLM, 1947

#### 1954-1974
- Mal à l'homme, GLM, 1948
- L'Extrême Adversaire, GLM, 1954
- Il n'y a pas plus solitaire que la nuit, GLM, 1957
- Le Dedans et le Dehors, GLM, 1961 ; les exemplaires de tête avec une eau-forte de Joan Miró, GLM, 1966
- Trois typographes en avaient marre, GLM, 1967
- Loger la source (édition collective contenant : L'Extrême Adversaire, Il n'y a pas plus solitaire que la nuit et Le Dedans et le Dehors), avant-poème de René Char, Gallimard, 1971
- Les absences du captif, GLM, 1974

### Rééditions
- Trois typographes en avaient marre, GLM, 1967 ; réédition dans une nouvelle composition avec l'accord de l'association Guy Lévis Mano, Quiero éditions, Forcalquier, 2011
- Loger la source ; réédition de l'édition Gallimard de 1971, augmentée des derniers poèmes et d'un avant-propos d'Andrée Chedid, Éditions Folle Avoine, Bédée, 2007
- Images de l'homme immobile ; édition reprenant l'ensemble des poèmes de captivité publiés entre 1943 et 1947, avec la gravure de Valentine Hugo, Éditions Folle Avoine, Bédée, 2013
- Les éphèbes ; réédition de l'édition de 1924, avec une présentation par Jean-Marc Barféty, Bibliothèque GayKitschCamp, 2018
- Il est fou ! réédition dans une composition originale de Samuel Autexier des 11 minutes avec 15 gravures sur bois de David Audibert, Quiero éditions, Forcalquier, 2022

### Traductions
Traducteur de l'anglais et surtout de l'espagnol, Guy Lévis Mano a traduit et édité des textes de Carlos Rodriguez Pintos, Jorge Manrique, Federico Garcia Lorca, Coleridge, Saint Jean de la Croix, Lewis Carroll, Pablo Neruda, José Herrera Petere, Rafael Alberti, Ramon Lull, Lope de Vega, Juan Ramon Jimenez, Luis de Góngora, Shakespeare, Gil Vicente, ainsi que bon nombre de Coplas, Romances et Cantes flamencos